# John Foster Dulles
John Foster Dulles (Washington, 1888. február 25. – Washington, 1959. május 24.) az Amerikai Egyesült Államok külügyminisztere 1953 és 1959 között Dwight D. Eisenhower elnök kormányzatában, szenátor (New York, 1949).